# Cynops ensicauda

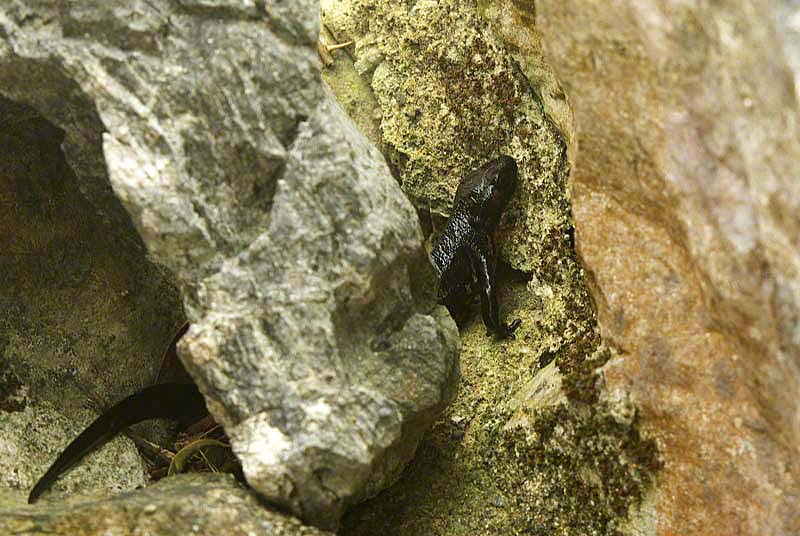
salamandra dalla coda a spada in mezzo a delle rocce

Il tritone dalla coda a spada (Cynops ensicauda) è un anfibio urodelo di acqua dolce appartenente alla famiglia Salamandridae.
Questa specie si divide in due sottospecie differenti: quella nominale e la sottospecie popei.

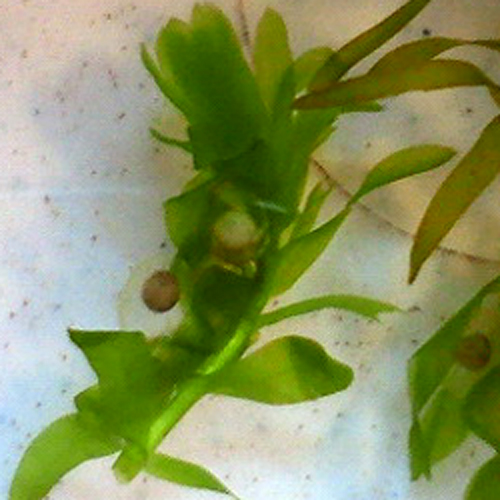
Uova di Cynops ensicauda